# Centraal Comité van de Roemeense Communistische Partij

Logo van de PCR

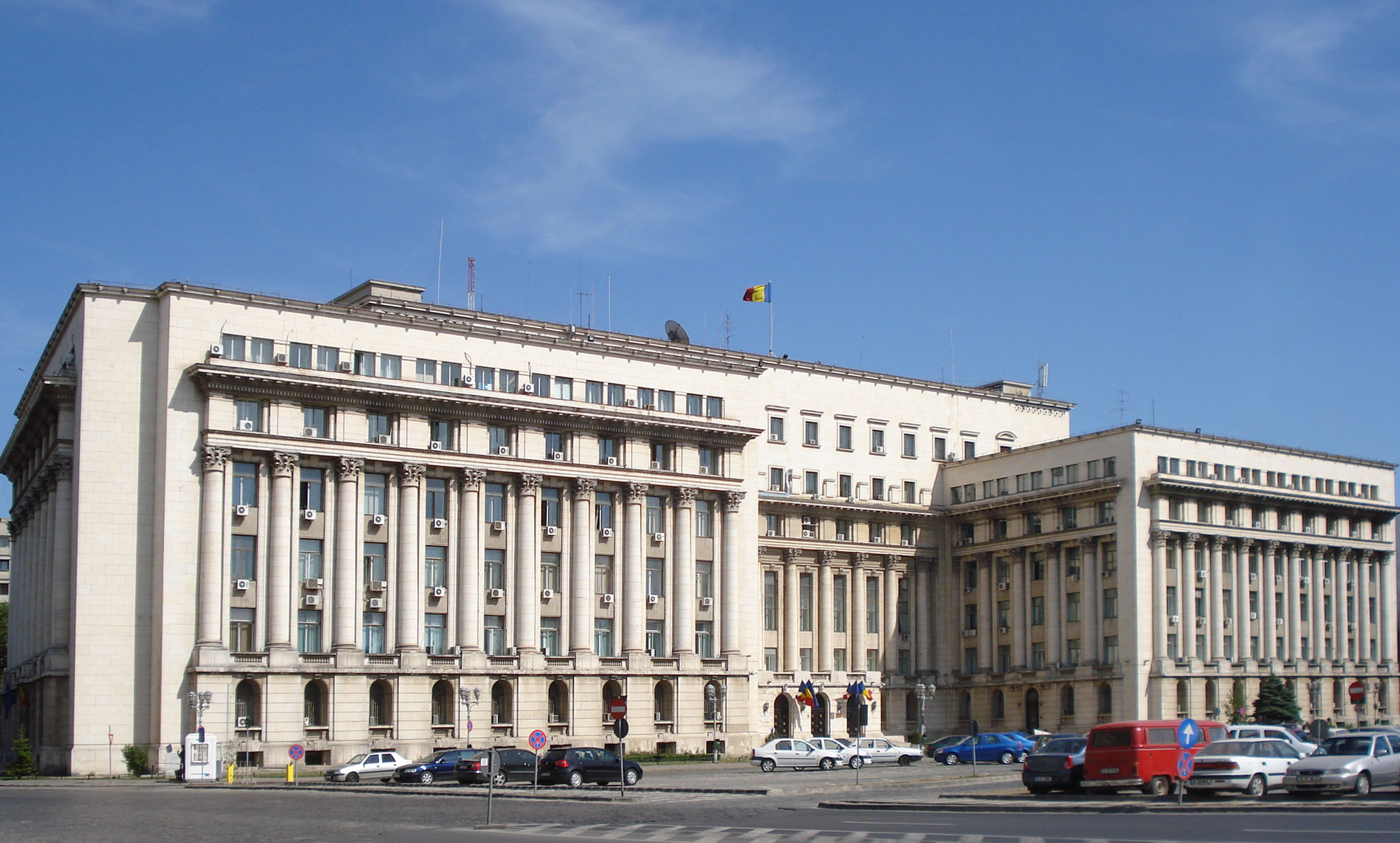
Het gebouw waar tussen 1958 en 1989 het Centraal Comité bijeenkwam

Het Centraal Comité van de Roemeense Communistische Partij (Roemeens: Comitetul Central al Partidului Comunist Român) was een leidend partijorgaan van de PCR tussen 1921 en 1989. Het hoogste orgaan van de PCR was volgens de statuten het Congres dat eens in de vijf jaar bijeenkwam. Tussen de congressen in was het Centraal Comité het leidende orgaan. Bij het 13e Partijcongres van de PCR (1984) werd een Centraal Comité gekozen bestaande uit 265 leden en 181 kandidaatsleden. Het Centraal Comité kwam tweemaal per jaar bijeen. In de tussenliggende periode werd het dagelijks bestuur overgedragen aan een uit het midden van het Centraal Comité gekozen Politiek Uitvoerend Comité (politbureau). De werkelijke macht lag bij dit laatste partijorgaan, en met name bij het 7-koppige Permanente Bureau van het Politieke Uitvoerende Comité, dat een soort presidium vormde.
Met het verbod op de PCR na de Roemeense Revolutie in december 1989 verdween ook het Centraal Comité.

## Zetel
Het Centraal Comité was gevestigd in het gebouw van het Centraal Comité in Boekarest. Dit gebouw speelde een belangrijke rol tijdens de Roemeense Revolutie: het was op deze plek dat staatspresident en partijleider Nicolae Ceaușescu op 21 december 1989 zijn laatste toespraak hield vanaf het balkon; een toespraak die werd verstoord door de morrende menigte waarna de revolutie in Boekarest uitbrak. Op 22 december werd het gebouw bestormd door revolutionairen en vluchtten Nicolae en zijn vrouw Elena Ceaușescu per helikopter vanaf het dak van het gebouw van het Centraal Comité de Roemeense hoofdstad. Tegenwoordig (2022) zetelt de Senaat in dit gebouw.